# 1173
| Calendário gregoriano                                                        | 1173 MCLXXIII                                        |
| Ab urbe condita                                                              | 1926                                                 |
| Calendário arménio                                                           | 622 – 623                                            |
| Calendário bahá'í                                                            | -671 – -670                                          |
| Calendário budista                                                           | 1717                                                 |
| Calendário chinês                                                            | 3869 – 3870 Início a 16 de janeiro (aproximadamente) |
| Calendário copta                                                             | 889 – 890                                            |
| Calendário etíope                                                            | 1165 – 1166                                          |
| Calendários hindus - Vikram Samvat - Calendário nacional indiano - Cáli Iuga | 1228 – 1229 1094 – 1095 4273 – 4274                  |
| Calendário Holoceno                                                          | 11173                                                |
| Calendário islâmico                                                          | 568 – 569                                            |
| Calendário judaico                                                           | 4933 – 4934                                          |
| Calendário persa                                                             | 551 – 552                                            |
| Calendário rúnico                                                            | 1423                                                 |
| Calendário solar tailandês                                                   | 1716                                                 |

1173 (MCLXXIII, na numeração romana) foi um ano comum do século XII do Calendário Juliano, da Era de Cristo, e a sua letra dominical foi G (52 semanas), teve início numa segunda-feira e terminou também numa segunda-feira. No reino de Portugal estava em vigor a Era de César que já contava 1211 anos.
| Ano completo                         |
| ------------------------------------ |
| Ano comum com início à segunda-feira |

## Eventos
- 21 de Fevereiro - Thomas Becket, arcebispo de Cantuária é canonizado santo pelo Papa Alexandre III.
- Leonor da Aquitânia e os seus filhos Ricardo e Henrique o Jovem revoltam-se contra a autoridade de Henrique II de Inglaterra, o chefe da família.
- Celebração de um pacto de tréguas entre Abu Iacube Iúçufe I, califa do Califado Almóada, e os embaixadores régios de Portugal.
- Afonso Henriques doa o Castelo de Abrantes à Ordem de Santiago da Espada.

## Mortes
- Mateus da Alsácia  foi conde de Bolonha (n. 1130).